# Osvaldo Sebastiani
Osvaldo Sebastiani (Ceccano, 2 agosto 1888 – Passirano, 16 agosto 1944) è stato un politico italiano, segretario particolare di Benito Mussolini dal 1934 al 1941.

## Biografia
Nacque a Ceccano (all'epoca facente parte della provincia di Roma, ora comune della provincia di Frosinone) il 2 agosto 1888, e pure di Ceccano era la madre Giulia Dori che convolò a nozze, sempre nella cittadina ciociara, il 31 ottobre 1887, con il pisano Vittorio Sebastiani. Osvaldo Sebastiani, sposato a Massa con Elisa Brugnoli, figlia di Alfredo Brugnoli già sindaco della città, intraprese una brillante carriera amministrativa, sino a ricoprire la carica di Segretario Particolare di Benito Mussolini dal 1934 al 1941.
Anche se il suo nome ufficialmente non compare mai fu, assieme a Renato Ricci, il vero fautore e artefice della nascita e realizzazione della Zona Industriale Apuana.  Condivise le idee di Mussolini, attraversando in sua compagnia le fasi più cruciali del ventennio sino all'improvviso defenestramento del 1941.
Dopo l'approvazione delle leggi razziali del '38, Mussolini incaricò il suo fidato segretario di rispondere alle lettere degli ebrei di tutta Italia che chiedevano pietà. Sebastiani rispose con migliaia di lettere tutte uguali che li illudevano di avere una sorte migliore di quella che sarebbe divenuta chiara col discorso pronunciato il 18 settembre a Trieste.
Sebbene mal ripagato resterà fedele al dittatore sino a seguirlo nella Repubblica Sociale Italiana, dove era attivo anche Adolfo Sebastiani in qualità di ufficiale medico. Osvaldo ricoprì il ruolo di Presidente di Sezione della Corte dei Conti, trasferita a Brescia. Qui coglierà la notizia della morte del figlio ventunenne Paolo, caduto in guerra ad Anzio, e qui il destino decise la sua sorte. A Passirano, dove si era trasferito, un gruppo di partigiani lo prelevò dall'abitazione e lo assassinò con un colpo di pistola alla nuca.
Osvaldo Sebastiani con l'assegnazione dell'Ordine Piano dal papa fu riconosciuto nobile dallo Stato italiano.